# Zaghawa (Sprache)
Zaghawa (Eigenbezeichnung Beria) ist eine Sprache, die zur Gruppe der saharanischen Sprachen gehört und von ca. 187.000 Menschen im Grenzbereich von Sudan (Region Darfur) und Tschad gesprochen wird.
Die Eigenbezeichnung der Zaghawa genannten Ethnie lautet Beri. In Tschad nennen sich Beri auch Bideyat. Der sudanesisch-arabische Dialekt der arabischen Sprache wird als Zweitsprache verwendet.
Es wurde ein Versuch unternommen, das Zaghawa in einer eigenen Schrift zu schreiben, die auf eine Idee des sudanesischen Lehrers Adam Tajir im Jahre 1950 zurückgeht. Es basierte auf den Brandzeichen von Haustieren. Und wird deshalb manchmal auch als Kamelalphabet bezeichnet. 
Im Jahr 2000 erstellte ein Beri-Tierarzt namens Siddick Adam Issa eine verbesserte Version des Alphabets, die Beria Giray Erfe (Beria-Schreibzeichen) genannt wird. Diese Zaghawa-Schrift wurde 2007 von Seonil Yun in Zusammenarbeit mit SIL International und der Mission Protestante Franco-Suisse au Tchad in eine Computerschrift umgewandelt.